# Brenda Walsh
Brenda Walsh is een personage uit de televisieserie Beverly Hills, 90210, gespeeld door actrice Shannen Doherty. Doherty speelde de rol van 1990 tot en met 1994 en vertrok aan het eind van het vierde seizoen uit de serie.
Doherty was 19 jaar oud toen ze de rol op zich nam.

## Beschrijving
Darren Star, de bedenker van de serie, was zelf verhuisd naar Californië en zat tijdens zijn jeugd samen met zijn zus op dezelfde middelbare school. In de serie verwerkte hij ditzelfde thema: Brandon en Brenda verhuisden van Minnesota naar Californië, waar ze vervolgens naar dezelfde school gingen.

### Levensloop
Brenda verhuisde met haar ouders en tweelingbroer Brandon vanuit Minnesota naar Californië. Ze had last van de overgang en miste bijvoorbeeld de winters van Minnesota. Voor Brenda was het lastig om voor zichzelf een plek te vinden binnen de school: de meeste leerlingen kenden elkaar al, haar ouders waren niet zo rijk als de andere ouders, en ze viel nogal op met haar bruine haar en bleke gelaat: geen typisch Californisch meisje. Uiteindelijk wist ze toch haar draai te vinden, mede dankzij haar vriendschap met de populaire Kelly Taylor. Ook kreeg ze een relatie met de bad boy Dylan, wat haar zelfvertrouwen goed deed.
In het begin van haar schooltijd was ze een warme, vriendelijke persoonlijkheid. Ze liet zich echter beïnvloeden door de verleidingen en de luxe levenswijze van haar omgeving en ontwikkelde steeds meer een onaangenaam karakter. De mislukte relatie met Dylan maakte het er niet beter op. Zelf omschreef ze haar problemen als: 'to be a bitch, or to not be a bitch, that is the question'.
In seizoen vier kreeg Brenda een relatie met Stuart Carson. Al na korte tijd besloten ze met elkaar te trouwen, maar uiteindelijk wist haar omgeving Brenda ervan te overtuigen dat hij geen goede partij voor haar was.
Brenda vertrok aan het einde van het vierde seizoen naar Londen voor een acteeropleiding.

## Brenda versus Doherty
De televisieserie zorgde ervoor dat de acteurs beroemd werden bij een groot publiek. Waar Jason Priestley, die de rol van Brandon speelde, zeer populair werd onder de kijkers, gold voor Doherty juist het tegenovergestelde. De persoon Doherty en het personage Brenda begonnen met elkaar verweven te raken: Brenda ontwikkelde zich in de serie van een sympathieke persoonlijkheid tot een nare en verwende pestkop waar iedereen een hekel aan heeft, terwijl actrice Doherty met haar moeilijke gedrag steeds meer problemen veroorzaakte op de set en in haar privéleven en regelmatig de media haalde. Er verscheen zelfs een papieren nieuwsbrief met de naam I Hate Brenda. Na afloop van de serie deden enkele mede-acteurs uitspraken over het gedrag van Doherty die het negatieve beeld verder versterkten.

## Vertrek uit de serie
Het personage Brenda verscheen voor het laatst in het vierde seizoen. Ze verhuisde op het eind naar Londen toen ze vanwege haar opvallende acteerprestaties een beurs kreeg voor de Royal Academy of Dramatic Art.
Volgens de autobiografie van mede-acteur Jason Priestley lag het vertrek van Doherty aan haar 'traagheid': ze verstoorde hiermee de productie van de serie en dat kostte Fox te veel geld. Tori Spelling echter gaf aan dat de vele problemen en ruzies die Doherty veroorzaakte op de set, er uiteindelijk voor zorgden dat ze de serie moest verlaten.